# Team Red Bull

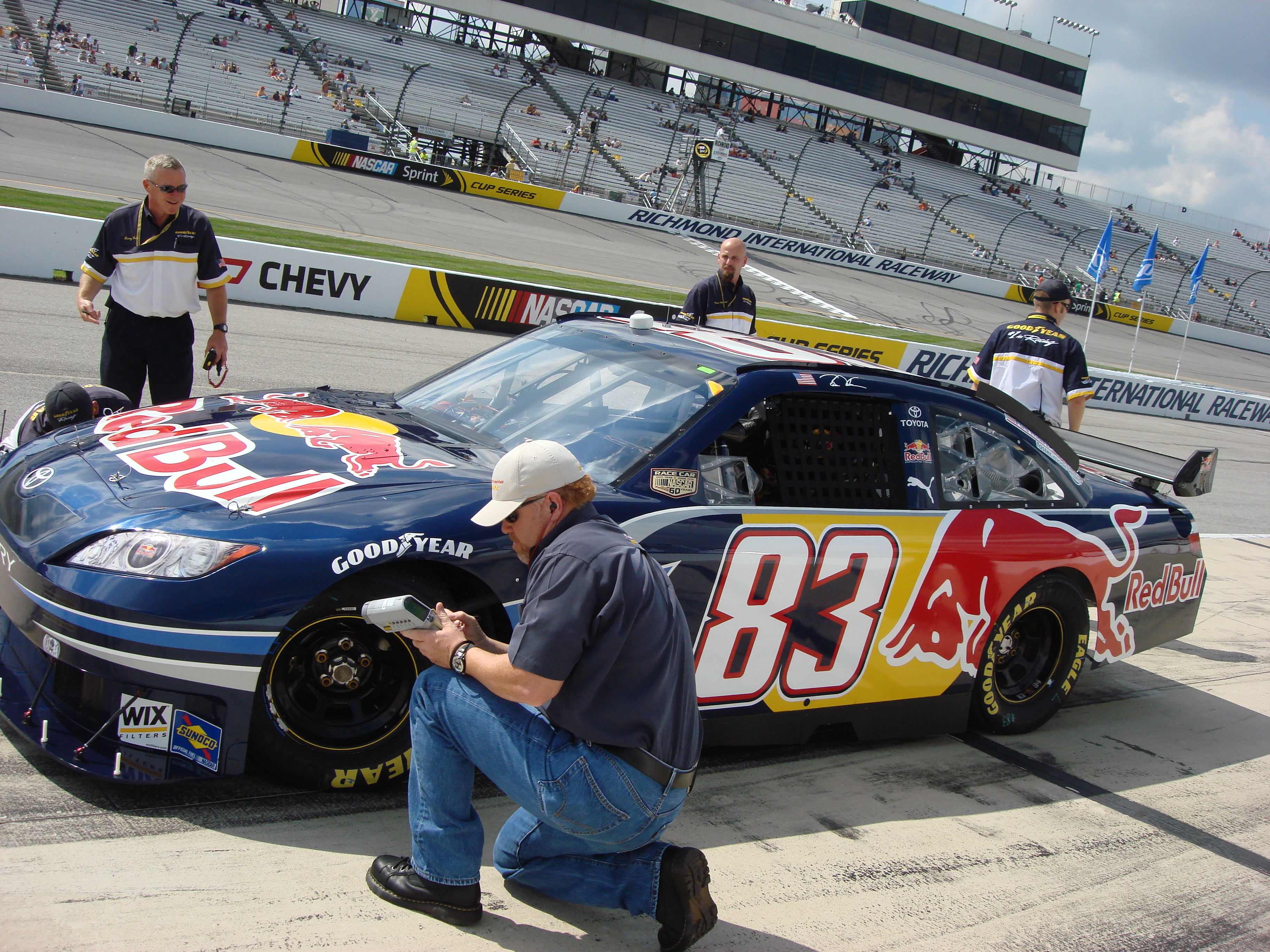
Brian Vickers i bil #83 inför 2008 års Chevy Rock & Roll 400 på Richmond International Raceway.

Red Bull Racing Team, kallades Team Red Bull, var ett amerikanskt racingstall som tävlade i stock car-serierna Nascar Cup Series och Nascar Nationwide Series. Stallet var aktivt mellan 2006 och 2011. De ägdes av det österrikiska energidrycktillverkaren Red Bull GmbH.

## Historik
2005 meddelade Team Penskes ägare Roger Penske att man skulle sälja sin gamla anläggning efter att man flyttade till nya lokaler. Red Bull själva ville ha större exponering av sina varumärken mot amerikanska konsumenter. De slog till och köpte anläggningen i syfte att grunda och driva ett racingstall i Nascar, likt vad de gör med Red Bull Racing i Formel 1. Red Bull hade skrivit kontrakt med den japanska biltillverkaren Toyota om att förse stallet med racingbilar, dock skulle det börja gälla från och med 2007 års säsong. Red Bull ville dock göra debut redan under 2006 och vände sig till den amerikanska dito Dodge och köpte racingbilar direkt från konkurrenten Bill Davis Racing. Den 3 mars tog Günther Steiner, då CTO för Red Bull Racing i F1, över stallet. Den 25 juni blev det offentligt att stallet hade skrivit kontrakt med sin första permanenta förare Brian Vickers och han skulle köra för dem från och med 2007. I oktober gjorde stallet debut vid kvalificeringen av Bank of America 500 men föraren Bill Elliott lyckades inte kvalificera sig till själva racet. Vickers körde för stallet under nästan hela stallets existens, förutom under andra halvan av 2010 års säsong på grund av att han drabbades av blodproppar. En av Vickers ersättare var den svenske racerföraren Mattias Ekström som körde 2010 års Toyota/Save Mart 350 och Air Guard 400. Den 20 juni 2011 rapporterade nyhetsbyrån Associated Press om att Red Bull hade funderingar om att lämna Nascar efter att 2011 års säsong var färdigkörd. AP hävdade att detta berodde främst på två saker, dels uteblivna framgångar för stallet. Dels att Nascar som helhet hade tappat mer och mer hos de yngre amerikanarna som är i åldrarna 18-34 år gamla, som är en av kärnkonsumenterna till Red Bulls drycker. Red Bull bekräftade att man skulle avveckla stallet efter att säsongen var färdigkörd. I december avvecklades stallet som det var tänkt och i början av 2012 såldes det tillsammans med racingbilarna; utrustning och ägarpoäng till ett konsortium, som ägde tidigare TRG Motorsports, som leddes av Ron Devine, större franchisetagare för Burger King, i syfte att bilda ett nytt stall med namnet BK Racing. Köpeskillingen rapporterades ligga på omkring fem miljoner amerikanska dollar.

## Bilar och förare

### Nascar Cup Series
Samtliga förare som körde för stallet och samtliga bilar som användes i Nascars högsta serie.

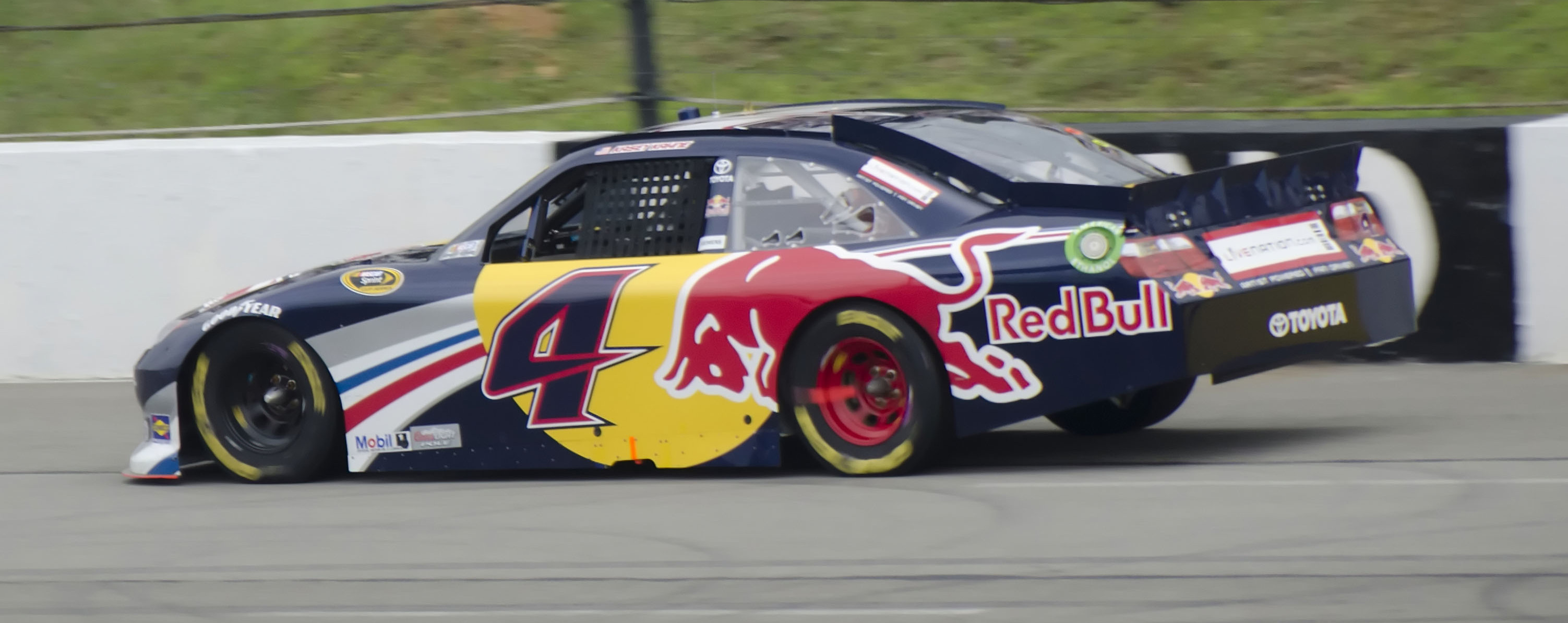
Kasey Kahne i #4, 2011.

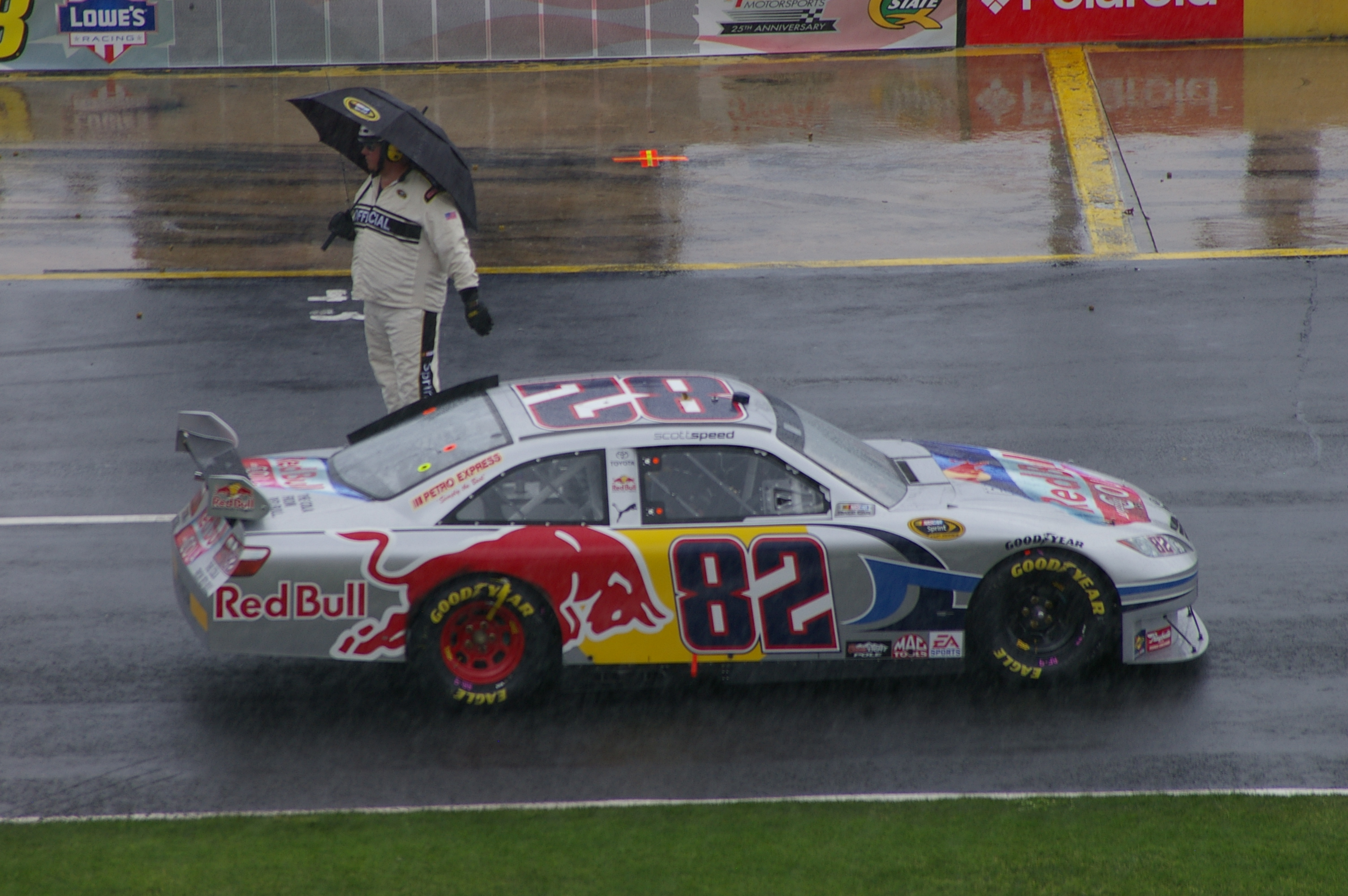
Scott Speeds bil #82, 2009.

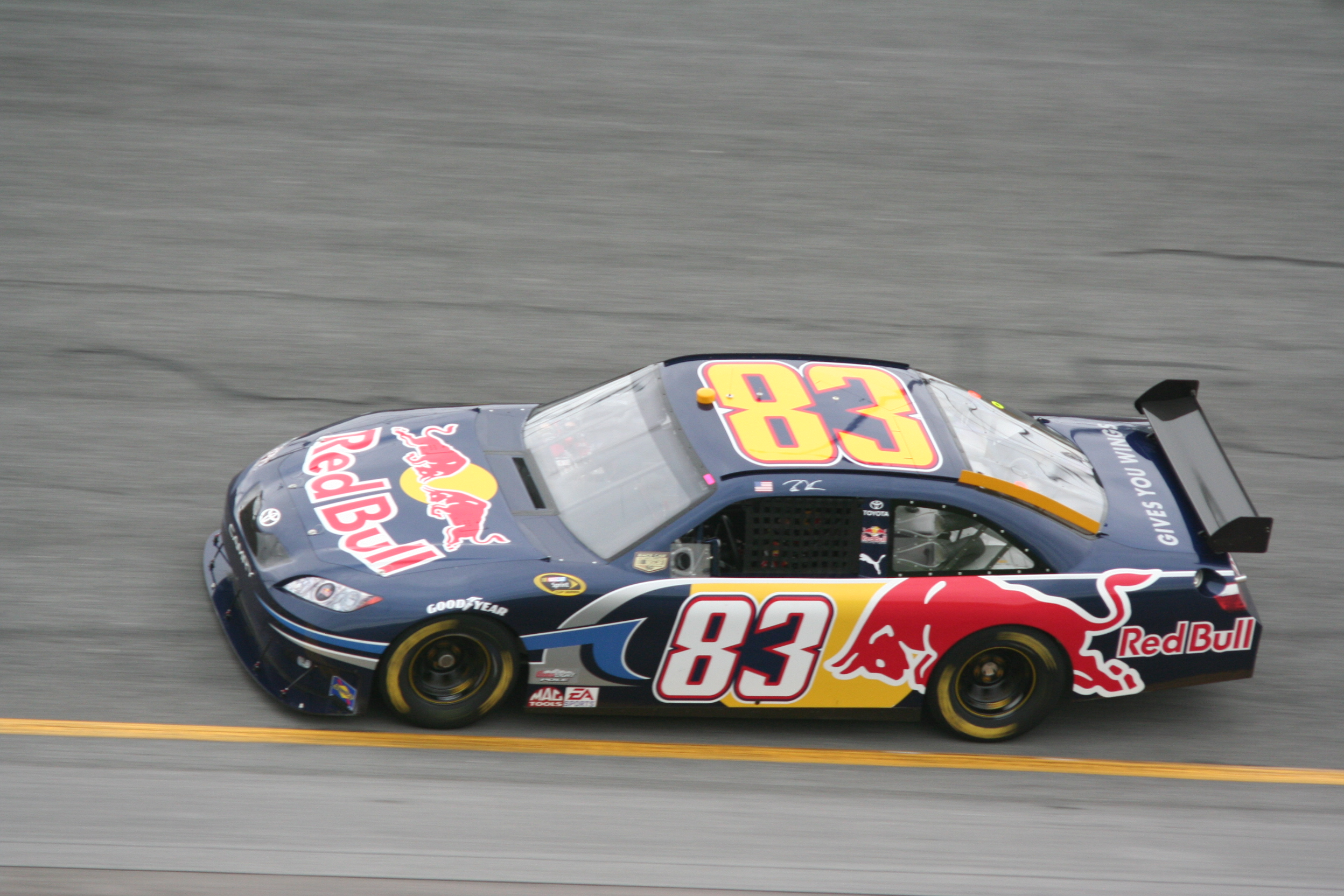
Brian Vickers i #83, 2008.

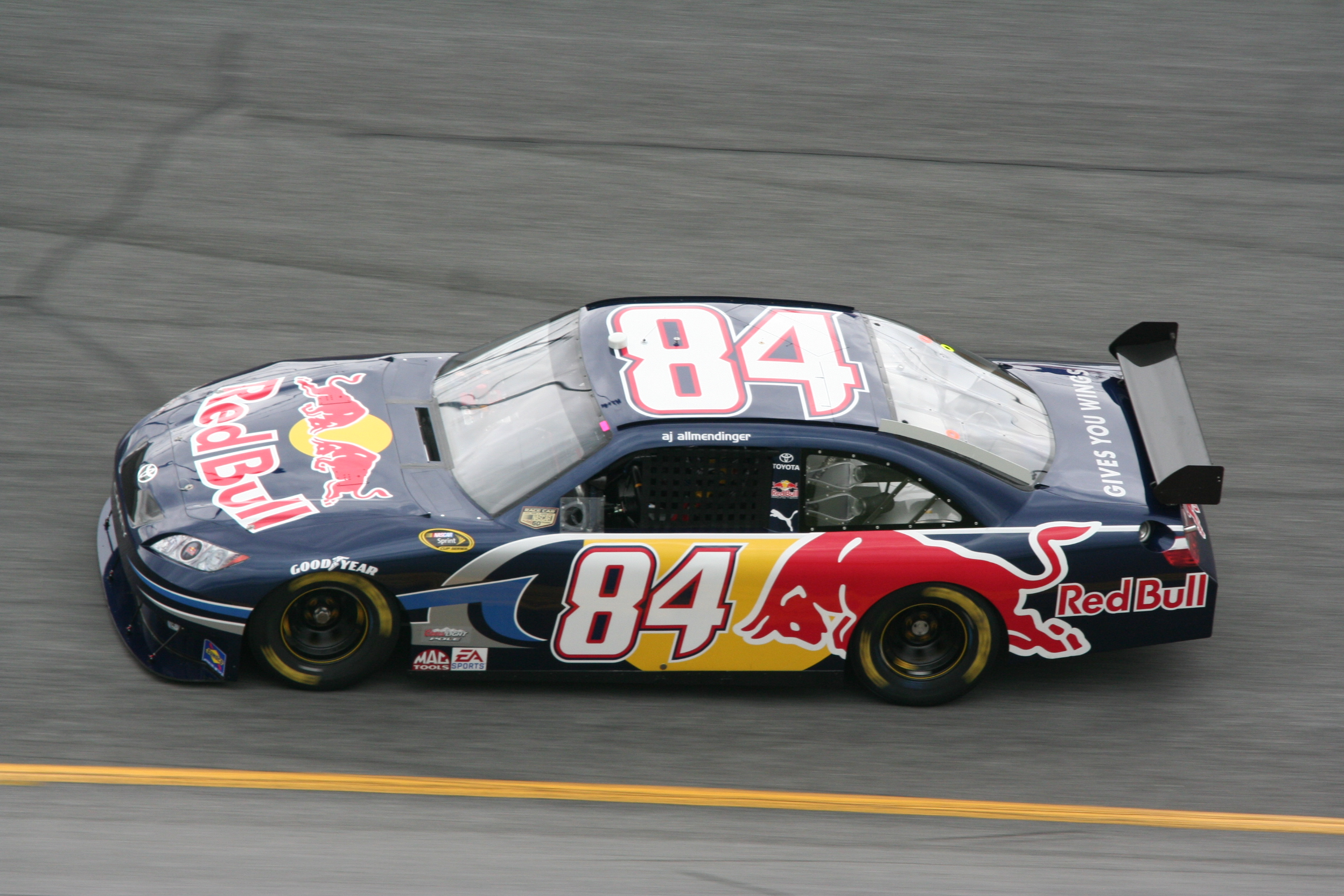
A.J. Allmendinger i #84, 2008.

#### #4
- Kasey Kahne: 2011[19]

#### #82
- Scott Speed: 2009[20], 2010[21]
- Ken Schrader: 2010[21]

#### #83
- Brian Vickers: 2007[22], 2008[23], 2009[20], 2010[21], 2011[19]
- Casey Mears: 2010[21]
- Mattias Ekström: 2010[21]
- Reed Sorenson: 2010[21]
- Boris Said: 2010[21]
- Kasey Kahne: 2010[21]

#### #84
- A.J. Allmendinger: 2007[22], 2008[23]
- Mike Skinner: 2008[23]
- Scott Speed: 2008[23]
- Cole Whitt: 2011[19]

#### Bilmärken
De bilmärken man användes när stallet var aktiv.
- Toyota: 2007[22], 2008[23], 2009[20], 2010[21], 2011[19]

### Nascar Nationwide Series
Den förare som körde för stallet och bilen som har användes i Nascars näst högsta serie.

#### #84
- Cole Whitt: 2010[24]

#### Bilmärken
Det bilmärke man användes i Nascar Nationwide Series.
- Toyota: 2010[24]